# Ligne de tramway de Balleroy à Isigny-sur-Mer
La ligne de Balleroy à Isigny-sur-Mer est une ancienne ligne de tramway des Chemins de fer du Calvados (CFC).

## Histoire
La ligne est mise en service le 27 juillet 1896 entre Grandcamp-les-Bains et Isigny-sur-Mer. Le 1er septembre 1900, elle est prolongée de Grandcamp-les-Bains à Saint-Laurent-sur-Mer puis le 1er août 1901 de Saint-Laurent-sur-Mer à La mine de Littry. Le 1er janvier 1904, elle est prolongée de La mine de Littry à Balleroy.